# Kehelata

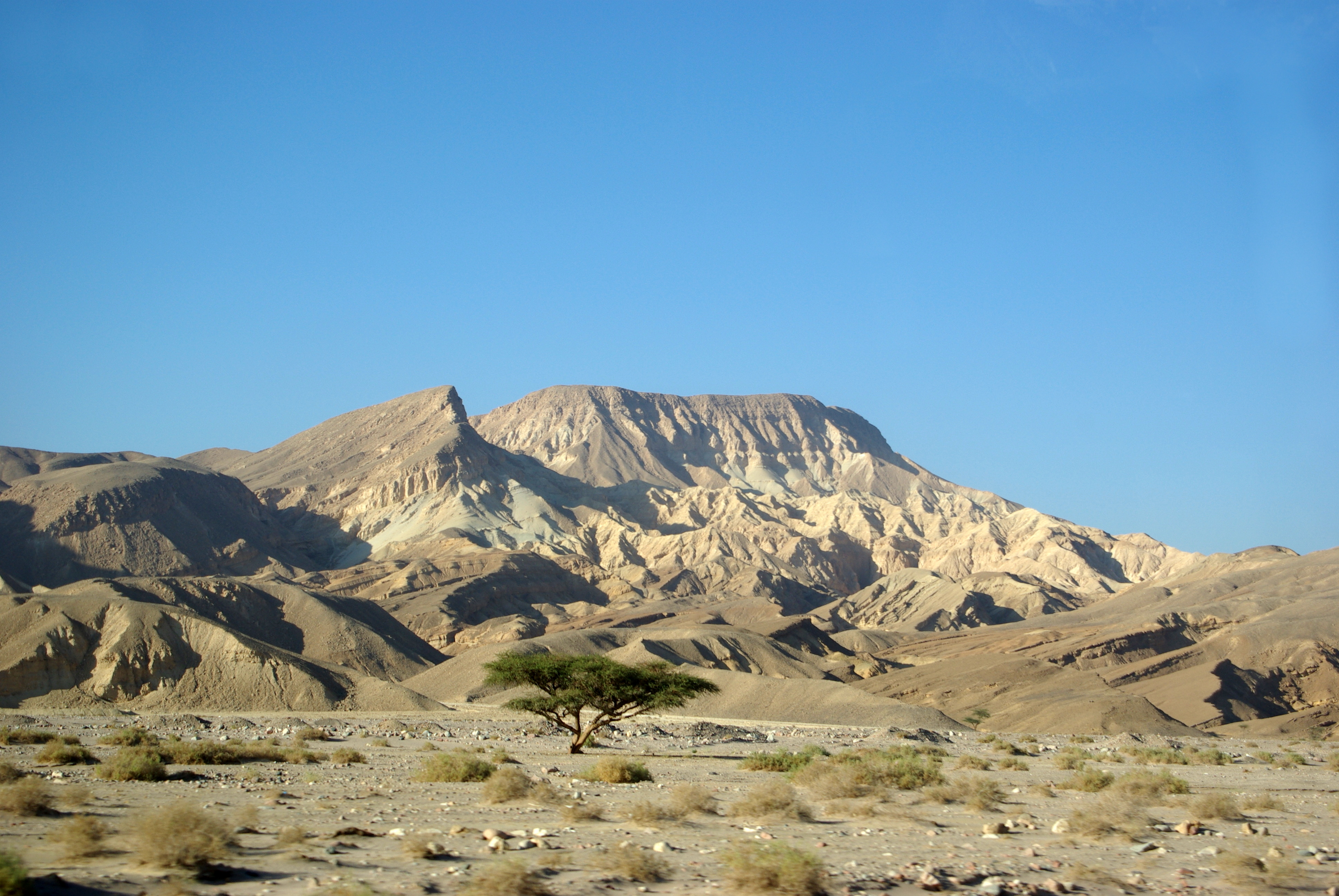
Kehelata

Kehelata (hebrejsky: קהלתה) je jedním z míst, kde se podle Starého zákona Izraelci zastavili během exodusu (4 Moj. 33:22, 23). Kehelata se údajně nacházel v místě Wadi Bir, asi 57 km na jihozápad od severního okraje Akabskégo zálivu.